# Raymond McCartney

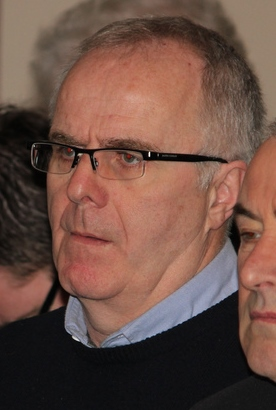
Raymond McCartney (2013)

Raymond McCartney (* 1954 in Derry, Nordirland) ist ein Politiker der Sinn Féin, der an einem politischen Hungerstreik teilnahm und ein aktives Mitglied der Provisional Irish Republican Army (IRA) war.

## IRA-Mitgliedschaft
McCartney nahm an der Demonstration in Derry am 30. Januar 1972 teil, der als Bloody Sunday bekannt wurde.:121–122 Sein Cousin Jim Wray wurde am Bloody Sunday durch Fallschirmjäger des British Parachute Regiments erschossen. Nach diesem Vorfall wurde McCartney einige Monate später Mitglied der IRA.:126–127 Am 12. Januar 1979 wurde McCartney und ein weiterer Mann, Eamonn MacDermott, verhaftet und des Mordes an Detective Constable Patrick McNulty angeklagt, der vor einer Garage in Derry am 27. Januar 1977 erschossen worden war. McCartney wurde auch wegen seiner IRA-Mitgliedschaft und als Mörder von Jeffrey Agate im Februar 1977 angeklagt und zu lebenslanger Haft verurteilt.

## Nach Gefängnisentlassung
McCartney beteiligte sich am Blanket Protest und Dirty Protest und auch am Hungerstreik von 1980, wie auch die IRA-Mitglieder Brendan Hughes, Tommy McKearney, Tom McFeeley, Sean McKenna, Leo Green und das Mitglied der Irish National Liberation Army John Nixon.:193 McCartney war 53 Tage, vom 27. Oktober bis zum 18. Dezember im Hungerstreik.:232–234 Von 1989 bis 1991 war er kommandierender Offizier der IRA-Gefangenen im H Blocks und wurde 1994 entlassen.:228

## Freedom
Seit seiner Entlassung war er Mitglied in den Ex-Gefangenen-Gruppen Tar Abhaile und Coiste na n-Íarchimí; er war der erste im Fernsehen, der sich gegen die Verbannung von Gerry Adams aus den öffentlichen Medien im Jahr 1994 wendete. McCartney wurde am 4. April 2002 verhaftet, wegen Versetzung der Sicherheitsbestimmung am Hauptquartier der Polizei von Belfast, allerdings am nächsten Tag wieder aus der Haft entlassen. Später im gleichen Jahr am 5. September war McCartney der erste IRA-Mann, der vor der Untersuchung zum Bloody Sunday jeden aufforderte – auch die Paramilitärs – auszusagen, damit die Angelegenheit geklärt werden kann und es voran gehe. McCartney ist seit dem 15. Juli 2004 Mitglied des Legislative Assembly in Nordirland für Foyle, wo der Mary Nelis verdrängte. Am 15. Februar 2007 verwarf das Berufungsgericht das ursprüngliche Mordurteil von McCartney, nachdem die Ergebnisse einer Untersuchungskommission aus dem Jahr 2002 bekannt wurden.